# Десимоне, Томас
Томас Джеймс Десимоне (итал. Thomas James DeSimone) (6 июня 1946 – исчез 14 января 1979) – американский преступник, связанный с семьёй Луккезе. Предположительно участвовал в ограблении авиакомпаний Air France и Lufthansa. Томас Десимоне совершил множество убийств, в том числе убийство Уильяма Бентвена (итал. William «Billy Batts» Bentvena) в 1970 году. Десимоне пропал без вести в 1979 году и, предположительно, был убит.
Карьера Десимоне в семье Луккезе описана в книге Николаса Пиледжи «Wiseguy» и послужила прообразом для персонажа Томми Девито, которого изобразил Джо Пеши в фильме «Славные парни».

## Юность
Десимоне родился в Нью-Йорке 6 июня 1946 года. Младший из восьми детей, родившихся в семье Роберта Энтони Десимоне (итал. Robert Anthony DeSimone) и Камиллы Пассерелли (итал. Camilla Passerelli). У него было четыре старших сестры и три старших брата. Несмотря на то, что существовало ошибочное мнение, что два его брата были подельниками семьи Гамбино – теперь известно, что это не так, записи ясно показывают, что у него никогда не было брата по имени Энтони, который, как предполагается, был убит мафиози Томасом Агро в 1979 году. Сестра Десимоне Филлис была любовницей Джеймса Бёрка с тех пор, как ей исполнилось 16 лет. Десимоне также был шурином мафиози Джозефа Спионе (итал. Joseph «The Barber» Spion), убитого за отказ помочь убить Десимоне в конце 1970-х годов.
В 1965 году, когда ему было 19 лет, Деcимоне был представлен Полу Варио – капореджиме семьи Луккезе. Генри Хилл, сообщник Варио, которому в то время было около 20 лет, позже рассказывал о своей первой встрече с Деcимоне, описывая его как «тощего парня в костюме и с усами-карандашом». Десимоне работал под началом Варио, Бёрка и Хилла, участвуя в угонах грузовиков, скупке краденого, вымогательстве, мошенничестве и убийствах. Занимаясь угоном, Десимоне всегда носил оружие в коричневом бумажном пакете. «Идя по улице, он выглядел так, будто приносил вам сэндвич, а не пистолет 38-го калибра», утверждал Хилл.

## Ограбление авиакомпании Air France
В 1960-х годах авиакомпания Air France перевозила значительные объёмы американской валюты из Юго-Восточной Азии. Авиакомпания заключила контракт на возврат денег в США для размещения в американских банках. Деньги обычно перевозились в льняных мешках, каждый из которых вмещал 60 000 долларов, и авиакомпания отправляла таким образом до 1 миллиона долларов в неделю. Деньги хранились в защищённом помещении грузового терминала Air France в Международном аэропорту имени Джона Кеннеди, где круглосуточно дежурил охранник.  В 1967 году сотрудник Air France Роберт Макмахон сообщил Бёрку, Хиллу и Десимоне о предстоящей поставке от 400 000 до 700 000 долларов наличными в пятницу, 7 апреля. Макмахон сказал, что лучшее время для ограбления будет незадолго до полуночи, когда у охранника будет перерыв на еду.
В день ограбления Хилл и Десимоне поехали в аэропорт Кеннеди с пустым чемоданом, самым большим, который Хилл смог найти. В 11:40 они вошли в грузовой терминал Air France. Макмахон впустил их, так как в терминал часто приходят люди, чтобы забрать потерянный багаж. Десимоне и Хилл беспрепятственно вошли в неохраняемую зону и отперли дверь дубликатом ключа. С помощью потайного фонарика они нашли семь сумок, которые погрузили в чемодан и ушли – в общей сложности было похищено 420 000 долларов. Сигнализация не сработал, грабители не использовали огнестрельное оружие, и в результате кражи никто не пострадал. Кража была обнаружена только в следующий понедельник, когда грузовик Wells Fargo прибыл за мешками, чтобы доставить их в кампанию French American Banking Corporation.

## Убийство Уильяма Бентвены
По воспоминаниям Генри Хилла после освобождения из тюрьмы в 1970 году Уильям Бентвена устроил праздничную вечеринку в ночном клубе Robert's Lounge, принадлежавшем Джиму Бёрку. На этой вечеринке Бентвена в шутку спросил Десимоне, «до сих пор ли чистит тот ботинки», что Десимоне воспринял как оскорбление, и, наклонившись к Хиллу и Берку, произнес: «Я убью этого пиздюка» (англ. I'm gonna kill that fuck). Две недели спустя, 11 июня 1970 года, Бентвена был в ночном клубе The Suite и когда клуб был почти пуст Десимоне ударил Бентвену пистолетом, крикнув «Почисти-ка эти ебучие ботинки» (англ. Shine these fucking shoes!), а затем сильно избил его.  После того как Бентвена был сильно избит и предположительно мертв, Десимоне, Бёрк и Хилл положили его тело в багажник машины Хилла, заехав в дом матери Десимоне за ножом, известью и лопатой. Услышав звуки из багажника, они поняли, что Бентвена еще жив, поэтому Десимоне и Бёрк забили его до смерти лопатой и монтировкой. У Бёрка был друг, владевший собачьим питомником на севере штата Нью-Йорк, и тело Бентвены зарыли в питомнике.
Примерно через три месяца после убийства Бентвена друг Бёрка продал собачий питомник застройщикам, и Бёрк приказал Хиллу и Десимоне эксгумировать труп Бентвены и утилизировать его в другом месте. В фильме «Славные парни» Хилл говорит, что тело в итоге было раздавлено в компакторе на свалке в Нью-Джерси, которая принадлежала Клайду Бруксу. Однако в комментариях к фильму он утверждает, что тело Бентвены было похоронено в подвале Robert's Lounge, и только потом его поместили в компактор.

## Убийства Майкла Джанко, Доминика Серсани и Рональда Джироте
Генри Хилл показал, что Десимоне, убил Майкла Джанко (англ. Michael «Spider» Gianco), который работал барменом в игровом притоне. Между Джанко и Десимоне произошла ссора, после того как Джанко забыл принести напиток Десимоне – поэтому Десимоне достал пистолет и выстрелил Джанко в бедро. Неделю спустя, когда Джанко снова разносил напитки и носил гипс, Десимоне начал приставать к нему по поводу его раненой ноги, что подтолкнуло Джанко сказать Десимоне, чтобы тот «шёл на хер» (англ. go fuck himself). После всеобщего молчания впечатленный Бёрк, проникнутый уважением к Джанко за то, что тот постоял за себя, дал ему немного денег, а затем в шутку поддразнил Десимоне, что «тот поплыл» (англ. going soft). В этот момент Десимоне вышел из себя и смертельно ранил Джанко три раза в грудь, гневно спросил Бёрка насколько Джанко «хорош сейчас». Бёрк, разозлившись на Десимоне, заставил его самостоятельно закопать тело Джанко в подвале.
Генри Хилл заявил, что после того, как он стал свидетелем этого инцидента, он был убежден, что Десимоне – психопат. Считается, что тело Джанко впоследствии было перезахоронено, потому что его не нашли на том месте. На шоу Говарда Стерна (англ. The Howard Stern Show) Генри Хилл заявил, что Джанко был похоронен рядом с баром Robert’s Lounge вместе с другими телами.
Очередное убийство Десимоне совершил, когда он вместе со своим сообщником Стэнли Даймонд (англ. Stanley Diamond) увлеклись, когда их попросили «прессануть» свидетеля ограбления. После ограбления грузовика бригадир отказался разрешить Бёрку разгрузить украденный груз на его складе и выразил протест, поскольку у них не было профсоюзных карточек. Бёрк отправил Десимоне и Даймонда к бригадиру домой в Нью-Джерси с указаниями «прессаннуть», чтобы убедиться, что он будет сотрудничать с Бёрком в будущем. Десимоне и Даймонд, разозлившись и расстроившись из-за того, что им пришлось ехать в Нью-Джерси, в итоге избили мужчину до смерти.
Ещё одно убийство Десимоне совершил, когда Бёрк заказал убийство своего лучшего друга – Доминика Серсани (англ. Dominick «Remo» Cersani). У Бёрка возникли подозрения относительно Серсани, и позже он узнал от знакомых из офиса окружного прокурора, что тот общается с Департаментом полиции Нью-Йорка, и что полиция собирается арестовать Бёрка по обвинению в угоне грузовика. Десимоне и Берк встретили Серсани в Robert's Lounge и предложили «прокатиться». Десимоне задушил Серсани проволокой для пианино. По воспоминаниям Генри Хилл «Ремо дал бой. Он бил ногами, размахивал руками и нагадил на себя, прежде чем умер». Бёрк приказал похоронить тело Серсани рядом с площадкой для игры в бочче позади бара Robert's Lounge.
18 декабря 1974 года Десимоне убил Рональда Джироту (итал. Ronald Jerothe) – протеже тогдашнего сообщника Гамбино Джона Готти. Десимоне встречался с сестрой Джироти и избил её, в результате чего Джироти пригрозил ему убийством. Когда Десимоне узнал об угрозе, он пришел в квартиру Джироти и убил его.

## Ограбление Lufthansa и убийство Эдвардса
11 декабря 1978 года из грузового терминала Lufthansa в аэропорту Кеннеди было похищено примерно 5,875 миллиона – 5 миллионов долларов наличными и 875 тысяч долларов драгоценностями, что стало самым крупным ограблением, совершенным на территории США на тот момент. Для проведения ограбления Бёрк привлёк Десимоне (англ. DeSimone), Макмахона (англ. McMahon), Анджело Сепе (итал. Angelo Sepe), Луиса Кафору (итал. Louis Cafora), Джо Манри (итал. Joe Manri) и Паоло Ликастри (итал. Paolo LiCastri). Сын Бёрка Фрэнк должен был вести одну из машин, а Парнелл Эдвардс (англ. Parnell «Stacks» Edwards) должен был избавиться от транспорта после ограбления. Эдвардсу нужно было перегнать машину в Нью-Джерси, где она (вместе с возможными уликами внутри) должна была быть уничтожена на свалке, принадлежащей Готти.
Вместо этого Эдвардс припарковал фургон перед пожарным гидрантом у дома своей подруги, где полиция обнаружила его через два дня после ограбления. В связи с тем, что номера на фургоне были краденные — полиция конфисковала фургон и при осмотре автомобиля нашла отпечатки пальцев Парнелла Эдвардса, связав его с ограблением. Капореджиме семьи Луккезе Пол Варио приказал Десимоне избавиться от Парнелла Эдвардса. Узнав, где скрывается Эдвардс, Десимоне и Сепе пришли к нему и выстрелили пять ему раз в голову.

## Исчезновение
14 января 1979 года жена Десимоне, Анджела, заявила о его пропаже. Она сказала, что последний раз видела Десимоне несколькими неделями ранее, когда он занял у нее 60 долларов. Считается, что Десимоне был убит в качестве мести за два несанкционированных убийства людей Джона Готти, Бентвена и Джироте. По другой версии, Десимоне подозревался в том, что был полицейским информатором, и был убит Бёрком.
Когда Генри Хилл стал информатором ФБР в 1980 году, он сообщил властям, что Десимоне был убит семьей Гамбино. Несмотря на часто называемую дату смерти – 14 января 1979 года, точная дата убийства Десимоне не установлена. Генри Хилл утверждал, что на убийство произошло на «неделе после Рождества», когда Генри Хилл и Бёрк отправились во Флориду, чтобы уладить неудачную сделку с наркотиками. Десимоне остался в Нью-Йорке, получив в конце декабря 1978 или начале января 1979 года сообщение о том, что его собираются принять в семью. Питер Варио (сын Пола Варио) и Бруно Фаччиоло отвезли его в неизвестное место, где он был убит. Хилл также показал, что Десимоне уже был убит, когда Мартин Кругман исчез 6 января 1979 года. В 1994 году Генри Хилл в своей книге «Гангстеры и славные парни» подробно рассказал о событиях, приведших к смерти Десимоне, которая была частично связана с попыткой Десимоне изнасиловать жену Генри Хилла, Карен (англ. Karen Friedman Hill).
У «инсайдеров» мафии существуют две теории о предполагаемом убийстве Десимоне и убийце (убийцах). По словам информатора мафии Джозефа Ианнуцци (итал. Joseph «Joe Dogs» Iannuzzi), Томас Агро (итал. Thomas Agro) в 1985 году заявил, что убил Десимоне, а также его брата Энтони после того, как тот стал информатором. Агро также предлагал убить старшего и последнего оставшегося брата, Роберта. По словам Иануцци, Агро часто со смехом говорил об убийстве третьего брата Десимоне, заявляя: «Может быть, пришло время для трифекта Десимоне!». Другая версия, рассказанная Гении Хиллом в книге «Гангстеры и славные парни», говорит о том, что убийцей был сам Готти, хотя и в присутствии Агро. 17 мая 2007 года в эпизоде The Howard Stern Show Генри Хилл подтвердил, что Готти убил Десимоне. Он также добавил, что Десимоне убивали мучительно и долго поскольку Бентвена был личным другом Готти, и тот хотел, чтобы Десимоне помучился перед смертью. Роль Готти как убийцы была повторена в книге 2015 года The Lufthansa Heist, написанной совместно Генри Хиллом и журналистом Дэниелом Симоне (англ. Daniel Simone), хотя в этом рассказе утверждается, что смерть Десимоне была мгновенной. По словам Сала Полиси (итал. Sal Polisi), Десимоне был убит Агро (в присутствии Готти), и Агро медленно пытал его до смерти.
Предполагается, что Десимоне похоронен в «Дыре» – предполагаемом «кладбище мафии» на границе Бруклина и Квинса, недалеко от аэропорта Кеннеди, где в 1981 году было найдено тело Эла Инделикато (итал. Al Indelicato), а в 2004 году полиция обнаружила тела Филипа Джакконе (итал. Philip Giaccone) и Доминика Тринчеры (итал. Dominick Trinchera).

## Образ Десимоне в фильмах
В фильме «Славные парни» 1990 года роль Десимоне под именем Томми Девито сыграл Джо Пеши и за эту роль Пеши получил премию «Оскар» как лучший актер второго плана.

### Дополнительные материалы
- Hill, Gina. On the Run: A Mafia Childhood / Hill, Gina, Hill, Gregg. — Warner Books, October 2004. — ISBN 0-446-52770-X.
- Hill, Henry. Gangsters and Goodfellas: The Mob, Witness Protection, and Life on the Run. — M. Evans and Company, Inc., December 25, 2007. — ISBN 978-1-59077-129-7.
- Ianuzzi, Joseph. Joe Dogs: The Life and Crimes of a Mobster. — Simon & Schuster, June 1993. — ISBN 0-671-79752-2.
- Pileggi, Nicholas. Wiseguy: Life In a Mafia Family. — Simon & Schuster, 1986. — ISBN 0-671-44734-3.